# Brigitte Skay
Brigitte Skay (* 18. Juli 1940 in Mannheim; † 19. November 2012 in Weinheim; gebürtig Brigitte Johanna Riedle) war eine deutsche Schauspielerin im deutschen und italienischen Film der ausgehenden 1960er und frühen 1970er Jahre, abonniert auf sexbetonte Rollen verführerischer, mysteriöser und gefährlicher Frauen.

## Leben
Nach dem Besuch einer Handelsschule nahm sie zwei Jahre Schauspielunterricht. Ihr erstes Theaterengagement hatte sie 1962 am Zimmertheater in Heidelberg. Gastweise trat sie zeitgleich auch bei den Ruhrfestspielen in Recklinghausen auf.
Obwohl bereits ebenfalls seit Anfang der 1960er Jahre bei Film (Heute kündigt mir mein Mann) und Fernsehen (Serie Alsterstraße) aktiv, stand Skay erst mit Aufkommen der Sexfilmwelle (rund um das Jahr 1967) regelmäßig vor der Kamera. Sie spielte bisweilen sogar Hauptrollen, wie 1969 die Titelheldin im Kostümfilm Isabella – Mit blanker Brust und spitzem Degen (Originaltitel: Isabella, duchessa dei diavoli). Der Film war über die Grenzen Italiens hinaus ein erfolgreicher Film.
Zwar scheiterte der Versuch, in Italien Karriere zu machen; Brigitte Skay erhielt aber weiterhin in Deutschland Fernsehrollen (u. a. in Kurz vor dem Sprung, Evarella, Der ewige Gatte, Ach, so eine nette Person und Dem Täter auf der Spur) und trat gelegentlich auch in Shows (z. B. in der Aktuellen Schaubude des NDR) auf.
Auch als Schlagersängerin versuchte sich Skay; so erschien 1971 die Single Weil ich so sexy bin.
Mitte der 1970er Jahre zog sie sich aus dem Film- und Fernsehgeschäft zurück und verlegte ihren Wohnsitz nach Rom. Sie widmete sich der Textil-Kunst. Ihre dreidimensionalen Bilder stellte sie weltweit aus.
Am 19. November 2012 ist Brigitte Skay in Weinheim (Rhein-Neckar-Kreis) an den Folgen einer Krebserkrankung gestorben.

## Filmografie (Auswahl)
- 1962: Heute kündigt mir mein Mann
- 1963: Hafenpolizei (Episode: Die Party, TV-Serie)
- 1966: Sie schreiben mit (Episode: Franziska weiß alles, TV-Serie)
- 1967: Das Arrangement (TV)
- 1968: Evarella ’68 (Kurzfilm)[4]
- 1968: Unruhige Töchter
- 1968: Bengelchen liebt kreuz und quer
- 1968: Libido – das große Lexikon der Lust (Dieci meravigli dell’amore)
- 1969: Isabella – Mit blanker Brust und spitzem Degen (Isabella, ducchessa dei diavoli)
- 1969: Zeta One
- 1970: Campana (Quando suona la campana)
- 1970: Homo eroticus
- 1970: St. Paul Nachrichten – Thema Nr. 1
- 1970: Dem Täter auf der Spur (Episode: Schlagzeile: Mord, TV-Serie)
- 1971: Im Blutrausch des Satans (Reazione a catena)
- 1971: Quante volte… quelle notte
- 1971: Zu dumm, zum …
- 1971: Die Tote aus der Themse
- 1972: Fünf Klumpen Gold (Tutti fratelli nel West… per parte di padre)
- 1972: Studio legale per una rapina
- 1972: Tatort: Kressin und die Frau des Malers
- 1973: Viaggia, ragazza, viaggia, hai la musica nella vene
- 1974: Lo strano ricatto di una ragazza per bene
- 1975: San Babila ore 20 un delitto inutile
- 1976: La bestia in calore
- 1978: L’enfant de la nuit
- 1979: Die Protokolle des Herrn M. (Episode: Der Fall Mannhardt, TV-Serie)

## Sonstiges Auftreten
Theater:
- Freie Volksbühne, Berlin (Erwin Piscator)
- Zimmertheater, Heidelberg (Gillis van Rappard)
- Kleine Freiheit, München (Trude Kolman)

- diverse Auftritte im ZDF und NDR[5]
- Sprach-Serie Deutsch-Englisch, BBC London[5]
- RAI Italiana: mehrere Talkshows und diverse Werbespots[5]